# 1996 KB
1996 KB är en asteroid i huvudbältet som upptäcktes den 16 maj 1996 av NEAT vid Haleakalā-observatoriet.